# Twierdzenie Schaudera o operatorze sprzężonym
Twierdzenie Schaudera – twierdzenie analizy funkcjonalnej udowodnione w 1930 przez Juliusza Schaudera i mówiące, że operator liniowy między przestrzeniami Banacha jest zwarty wtedy i tylko wtedy, gdy jego operator sprzężony również jest zwarty. W 1951 Shizuo Kakutani udowodnił twierdzenie Schaudera w oparciu o twierdzenie Arzeli-Ascolego.
Odpowiednikiem twierdzenia Schaudera dla operatorów słabo zwartych jest twierdzenie Gantmachier.

## Wersja dowodu Kakutaniego w oparciu o twierdzenie Arzeli-Ascolego
Niech {\displaystyle E} i {\displaystyle F} będą przestrzeniami Banacha oraz niech {\displaystyle T\colon E\to F} będzie operatorem liniowym. Twierdzenie Schaudera mówi, że {\displaystyle T\colon E\to F} jest zwarty wtedy i tylko wtedy, gdy operator {\displaystyle T^{*}\colon F^{*}\to E^{*}} jest zwarty.
- Przypadek, gdy {\displaystyle T} jest operatorem zwartym, tj. z każdego ciągu {\displaystyle (x_{n})} elementów kuli jednostkowej {\displaystyle B} przestrzeni {\displaystyle E} można z ciągu wartości {\displaystyle (Tx_{n})} wybrać podciąg zbieżny w {\displaystyle F.} By wykazać zwartość operatora sprzężonego {\displaystyle T^{*}} należy ustalić ciąg elementów {\displaystyle (f_{n})} kuli jednostkowej przestrzeni sprzężonej {\displaystyle F^{*}} i wykazać, że ciąg {\displaystyle (T^{*}f_{n})} ma podciąg zbieżny. Ze zwartości operatora {\displaystyle T} wynika zwartość domknięcia obrazu {\displaystyle T(B).} Niech zatem {\displaystyle K} oznacza domknięcie zbioru {\displaystyle T(B).} Dla wszystkich liczb naturalnych {\displaystyle n} restrykcja {\displaystyle f_{n}^{*}} do {\displaystyle K} jest ciągła. Z liniowości i wspólnej ograniczności przez 1 funkcjonałów {\displaystyle f_{n}} wynika równociągłość ich restrykcji do {\displaystyle K.} Rzeczywiście,

{\displaystyle \|f_{n}(x)-f_{n}(y)\|=\|f_{n}(x-y)\|\leqslant \|x-y\|\quad (x,y\in K,n\in \mathbb {N} ).}
Z twierdzenia Arzeli-Ascolego wynika istnienie podciągu {\displaystyle (f_{n_{k}})} ciągu {\displaystyle (f_{n}),} który jest zbieżny jednostajnie na {\displaystyle K.} Ostatecznie,
{\displaystyle \|T^{\ast }f_{n_{i}}-T^{\ast }f_{n_{j}}\|=\sup _{x\in B}\|f_{n_{i}}(Tx)-f_{n_{j}}(Tx)\|=\sup _{z\in K}|f_{n_{i}}(z)-f_{n_{j}}(z)|\quad (i,j\in \mathbb {N} ).}
Ze zbieżności ciągu {\displaystyle (f_{n_{k}}|_{K})} wynika, że ciąg {\displaystyle (T^{*}f_{n_{k}})} jest ciągiem Cauchy’ego w {\displaystyle E^{*},} a więc z zupełności przestrzeni sprzężonych, jest on zbieżny.
- Przypadek, gdy {\displaystyle T^{*}} jest operatorem zwartym. Z udowodnionej wyżej implikacji wynika, że operator {\displaystyle T^{**}\colon E^{**}\to F^{**}} jest zwarty. Wówczas

{\displaystyle T=\kappa _{F}^{-1}T^{**}|_{\kappa _{E}(E)},}
gdzie {\displaystyle \kappa _{X}\colon X\to X^{**}} oznacza kanoniczne włożenie przestrzeni Banacha {\displaystyle X} w swoją drugą przestrzeń sprzężoną. Ostatecznie operator {\displaystyle T} jest zwarty jako złożenie z restrykcją operatora zwartego (która sama wówczas jest zwarta).

## Dowód w oparciu o twierdzenie Banacha-Alaoglu
Niech {\displaystyle E} i {\displaystyle F} będą przestrzeniami Banacha oraz niech {\displaystyle T\colon E\to F} będzie operatorem zwartym. By wykazać zwartość operatora sprzężonego {\displaystyle T^{*},} bez straty ogólności można przyjąć, że przestrzeń {\displaystyle F} jest ośrodkowa, ponieważ obraz operatora zwartego jest ośrodkowy. Z twierdzenia Banacha-Alaoglu wynika, że kule domknięte w przestrzeni {\displaystyle F^{*}} są zwarte w topologii *-słabej. Z ośrodkowości przestrzeni {\displaystyle F} wynika metryzowalność topologii *-słabej na kulach domkniętych w {\displaystyle F^{*}.} Niech {\displaystyle (f_{n})} będzie ciągiem z kuli jednostkowej w {\displaystyle F^{*},} która jest zwarta i metryzowalna w *-słabej topologii. Ponieważ metryzowalne przestrzenie zwarte są ciągowo zwarte {\displaystyle (f_{n})} ma podciąg {\displaystyle (f_{n_{k}})} *-słabo zbieżny do pewnego elementu {\displaystyle f\in F^{*}} (który również należy do kuli jednostkowej {\displaystyle F^{*}}). By udowodnić zwartość operatora {\displaystyle T^{*}} wystarczy wykazać, że ciąg {\displaystyle (T^{*}f_{n_{k}})} jest zbieżny (w normie).
Niech {\displaystyle B} będzie kulą jednostkową w {\displaystyle E} oraz niech {\displaystyle \varepsilon >0.} Z całkowitej ograniczoności obrazu {\displaystyle T(B)} wynika istnienie takich elementów {\displaystyle y_{1},\dots ,y_{m}\in F,} że
{\displaystyle T(B)\subseteq \bigcup _{j=1}^{m}\{y\in F\colon \|y-y_{j}\|<{\frac {\varepsilon }{3}}\}.}
Z *-słabej zbieżności ciągu {\displaystyle (f_{n_{k}})} do {\displaystyle f} wynika istnienie takiego {\displaystyle N\geqslant 1,} że dla {\displaystyle n_{k}\geqslant N} zachodzą nierówności
{\displaystyle |f(y)-f_{n_{k}}(y_{j})|<{\frac {\varepsilon }{3}}\quad (1\leqslant j\leqslant m).}
Niech {\displaystyle x\in B.} Istnieje wówczas takie {\displaystyle 1\leqslant j\leqslant m,} że
{\displaystyle \|Tx-y_{j}\|<{\frac {\varepsilon }{3}},}
stąd
{\displaystyle {\begin{array}{lcl}|T^{*}f(x)-T^{*}f_{n_{k}}(x)|&=&|f(Tx)-f_{n_{k}}(Tx)|\\&\leqslant &|(f-f_{n_{k}})(Tx-y_{j})|+|(f-f_{n_{k}})(y_{j})|\\&\leqslant &2\|Tx-y_{j}\|+{\frac {\varepsilon }{3}}\leqslant \varepsilon .\end{array}}}
Ostatecznie
{\displaystyle \|T^{*}f-T^{*}f_{n_{k}}\|=\sup _{x\in B}|T^{*}f(x)-T^{*}f_{n_{k}}(x)|\leqslant \varepsilon }
dla {\displaystyle n_{k}\geqslant N.} Oznacza to, że ciąg {\displaystyle (T^{*}f_{n_{k}})} jest zbieżny do {\displaystyle T^{*}f}.
Przypadek gdy {\displaystyle T^{*}} jest operatorem zwartym nie ma odrębnego dowodu i dowodzony jest jak w poprzednim ustępie.

## Dowód w szczególnym przypadku przestrzeni Hilberta
Twierdzenie Schaudera zachodzi także dla operatorów na przestrzeniach Hilberta w sensie sprzężenia operatorów na przestrzeni Hilberta. Jako takie jest ono wnioskiem z udowodnionej wyżej wersji twierdzenia Schaudera. Rzeczywiście, jeżeli {\displaystyle T^{\star }} oznacza sprzężenie operatora na przestrzeni Hilberta {\displaystyle H,} to
{\displaystyle T^{\star }=U^{-1}T^{*}U},
gdzie {\displaystyle U\colon H\to H^{*}} jest antyliniowym izomorfizmem przestrzeni Hilberta {\displaystyle H} i {\displaystyle H^{*}} (zob. twierdzenie Riesza). Korzystając z refleksywności przestrzeni Hilberta, można podać jednak krótszy dowód.
- Niech {\displaystyle T\colon H\to H} będzie operatorem zwartym oraz niech {\displaystyle (x_{n})} będzie ciągiem w kuli jednostkowej {\displaystyle B} przestrzeni {\displaystyle H.} Wówczas, z refleksywności przestrzeni {\displaystyle H,} ciąg ten ma podciąg {\displaystyle (x_{n_{k}})} słabo zbieżny do pewnego {\displaystyle x\in H.} Wystarczy wykazać, że ciąg {\displaystyle (T^{\star }x_{n})} ma zbieżny podciąg.

Zachodzą następujące oszacowania:
{\displaystyle {\begin{aligned}\|T^{\star }(x_{n_{k}}-x)\|^{2}&=\langle T^{\star }(x_{n_{k}}-x),T^{\star }(x_{n_{k}}-x)\rangle \\&=\langle x_{n_{k}}-x,TT^{\star }(x_{n_{k}}-x)\rangle \\&\leqslant \|x_{n_{k}}-x\|\cdot \|TT^{\star }(x_{n_{k}}-x)\|\\&\leqslant 2\cdot \|TT^{\star }(x_{n_{k}}-x)\|.\end{aligned}}}
Ponieważ ciągłe operatory liniowe zachowują słabą zbieżność ciągów, ciąg {\displaystyle (TT^{\star }(x_{n_{k}}-x))} jest słabo zbieżny do 0. Ze zwartości operatora {\displaystyle T} wynika, że ciąg ten ma podciąg zbieżny do 0 w {\displaystyle H.} Z powyższej nierówności wynika, że i sam ciąg {\displaystyle (T^{\star }(x_{n_{k}}-x))} ma podciąg zbieżny do 0 w normie, a więc z liniowości, ostatecznie sam ciąg {\displaystyle (T^{\star }x_{n})} ma podciąg zbieżny.